# Pedro Mota Soares

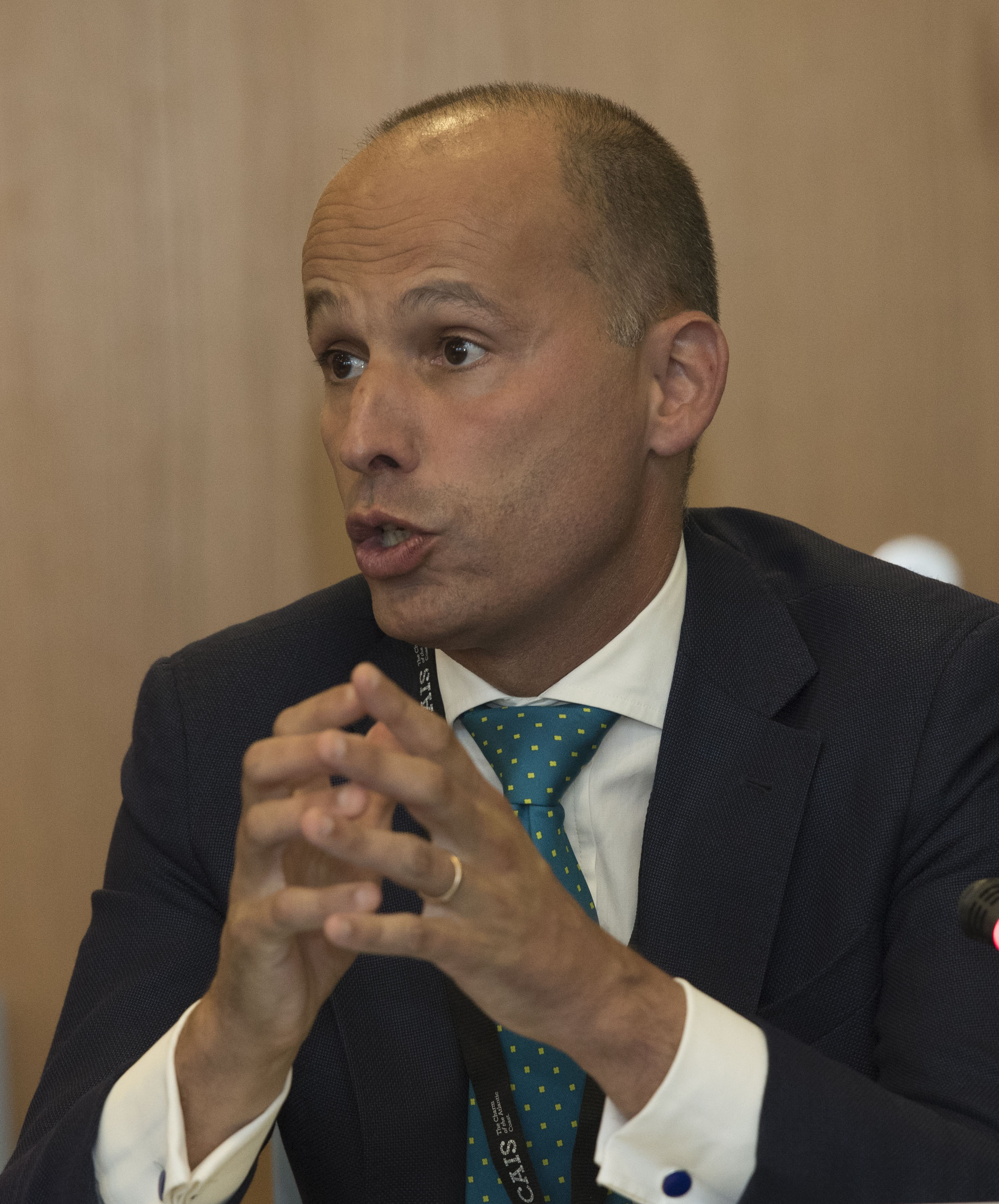
Pedro Mota Soares (2016)

Luís Pedro Russo da Mota Soares (* 29. Mai 1974 in Lissabon) ist ein portugiesischer Jurist und Politiker. Vom 21. Juni 2011 bis zum 26. November 2015 hatte er das Amt des Ministers für Solidarität und Sozialversicherungen im Kabinett Passos Coelho inne. Ab dem 24. Juli 2013 war er zusätzlich Minister für Arbeit.

## Leben
Luís Pedro Russo da Mota Soares stammt aus Lissabon und schloss sein Studium mit der in Portugal üblichen Lizenziatur (licenciatura) in Jura ab, dabei hatte er sich auf Arbeitsrecht spezialisiert. Er schloss ein Postgraduales Studium in Arbeitsrecht an, wobei er zeitgleich als wissenschaftlicher Mitarbeiter an der Juristischen Fakultät der Universidade Lusófona arbeitete. Nach Abschluss seines Studiums arbeitete er als Anwalt.
Er ist verheiratet und Vater zweier Kinder.

## Politik
Soares trat früh in die CDS-PP ein, wo er von 1996 bis 1999 Vorsitzender der Jugendorganisation Juventude Popular war. Für die Wahlen zur Assembleia da República 1999 (VIII. Legislaturperiode) trat Soares erstmals an und errang ein Mandat über den Lissabonner Wahlkreis, daraufhin übernahm er im Parlament den Posten des stellvertretenden Fraktionsvorsitzenden der CDS-PP. Zudem war er Mitglied im Ausschuss für Arbeit und Sozialversicherung, im Ausschuss für Jugend und Sport sowie im Ausschuss für Gesundheit und Drogenabhängigkeit. Außerdem hatte Soares das Amt eines Stadtradts von Oeiras inne.
Parteiintern stieg er 2002 zum Generalsekretär der Partei auf, das Amt übte er bis 2005 aus, währenddessen er jedoch nicht im Parlament vertreten war. Erst zur Wahl 2005 (X. Legislaturperiode) trat er wieder an und wurde gewählt. In der Legislaturperiode wurde er Vorsitzender der parlamentarischen Fraktion der CDS-PP im portugiesischen Parlament. Außerdem war er Vorsitzender des Ausschusses für Arbeit, Sozialversicherung und öffentliche Verwaltung, sowie stellvertretender Vorsitzen im Ausschuss für Ethik, Gesellschaft und Kultur sowie Mitglied im nicht-ständigen Ausschuss für Verfassungsrevisionen und in der Arbeitsgruppe für Parlamentsreformen. Bei den nachfolgenden Wahlen (2009 (XI. Legislaturperiode), 2011) (XII. Legislaturperiode) wurde Mota Soares ebenso ins Parlament gewählt. In der XI. Legislatur hatte er ebenso den Posten des Vorsitzenden der parlamentarischen Fraktion der CDS-PP inne.
Nach der Parlamentswahl 2011 war Soares Teil der Verhandlungsgruppe zwischen den Portugiesischen Sozialdemokraten und der CDS-PP, die nach erfolgreichen Verhandlungen zur Vereidigung des Kabinetts Passos Coelho führte, in welchem er seitdem das Ressort des Ministers für Solidarität und Sozialversicherungen führt. Aufgrund der Unvereinbarkeit des Ministerpostens mit dem Abgeordnetenmandat, ruht letzteres seit seiner Vereidigung am 21. Juni 2011.
Aufmerksamkeit erlangte Mota Soares bereits bei seiner Vereidigung, da er – im Gegensatz zu allen anderen Gästen – mit einer Vespa zum Palácio Nacional da Ajuda vorfuhr. Er begründete dies mit den anstehenden Sparbemühungen seiner Regierung.